# Andris Bērziņš (1944)
Andris Bērziņš (Nītaure, 10 dicembre 1944) è un politico lettone, è stato presidente della Repubblica di Lettonia dall'8 luglio 2011 all'8 luglio 2015.

## Onorificenze

### Onorificenze lettoni
Personalmente è stato insignito del titolo di: